# 広島インターチェンジ
広島インターチェンジ（ひろしまインターチェンジ）は、広島県広島市安佐南区川内の山陽自動車道上にあるインターチェンジ。

## 概要
広島市中心市街地（紙屋町・八丁堀地区）のほぼ真北に位置しており、開業と同時期に祇園新道の整備が行われたこともあり広島市街へのアクセスを担う主要なICとして機能しているが、岩国方面から向かう場合は廿日市ICで降りて西広島バイパスを経由する方が距離が短い。また、2000年代以降は広島高速道路の整備が進み、岩国方面では五日市ICから一般道を介して沼田出入口から広島高速4号線に乗るルートが高速バスなどで利用されており、岡山方面からは広島東ICから広島高速1号線・2号線を利用して広島市街へ向かうこともできる。このように、広島市街へのアクセスICとしての機能は分散されつつある。
西日本高速道路中国支社広島高速道路事務所、広島県警察高速道路交通警察隊が併設されている。

## 歴史
- 1988年（昭和63年）
  - 3月25日：広島東IC - 広島IC間開通に伴い、供用開始[1]。
  - 12月7日：広島IC - 広島JCT間開通[1]。

## 周辺
- 緑井駅（JR西日本 可部線）
- 中筋駅（アストラムライン）
- 西日本高速道路 中国支社
- 安佐大橋（太田川）
- ラクア緑井
- フジグラン緑井

## 接続する道路
- 国道54号（祇園新道）

## 料金所
- ブース数：9

### 入口
- ブース数：3
  - ETC専用：1
  - ETC・一般：1
  - 一般：1

### 出口
- ブース数：6
  - ETC専用：2
  - ETC・一般：2
  - 一般：2

## 隣
E2 山陽自動車道
(28/28-1)広島東IC - (29)広島IC - (29-1)沼田PA/SIC - (30)広島JCT - (31)五日市IC
※IC番号28-1は広島高速1号線の都市高速広島東IC及び広島東JCT